# Équipe de Belgique de football en 1989
Maillots
Chronologie
Saison précédente Saison suivante
L'équipe de Belgique de football dispute en 1989 les éliminatoires de la Coupe du monde.

## Objectifs
L'unique objectif pour la Belgique en cette année 1989 est la qualification pour la Coupe du monde.

## Résumé de la saison
Quelques mois après le mondial mexicain, débutent les éliminatoires de l'Euro 1988. La Belgique tient son rang jusqu'à deux défaites (2-0) en fin de campagne, en Bulgarie et en Écosse, qui la privent d'une nouvelle participation au championnat d'Europe. L'équipe se lance ensuite dans les qualifications pour la Coupe du monde 1990 et termine en tête de son groupe avec quatre victoires et quatre partages. En phase finale, les Diables Rouges enlèvent deux victoires sur la Corée du Sud (2-0) et l'Uruguay (3-1) puis concèdent une défaite sans conséquence face à l'Espagne (1-2). En huitième de finale face à l'Angleterre, ils dominent largement et se créent plusieurs occasions franches mais, sans réussite, sont finalement éliminés sur un but inscrit à une minute de la fin de la prolongation par David Platt (0-1),.

## Bilan de l'année
L'objectif est atteint, en concurrence directe avec la Tchécoslovaquie et le Portugal, les Diables Rouges décrochent leur ticket pour l'Italie lors de l'ultime journée grâce à un match nul (1-1) face aux modestes voisins luxembourgeois, et sans enregistrer la moindre défaite, alors que les Portugais partagent avec les Tchèques (0-0).

### Coupe du monde 1990

#### Éliminatoires (zone Europe, Groupe 7)
| Rang | Équipe          | Pts | J | G | N | P | Bp | Bc | Diff |  | Résultats (▼ dom., ► ext.) |     |     |     |     |     |
| ---- | --------------- | --- | - | - | - | - | -- | -- | ---- |  | -------------------------- | --- | --- | --- | --- | --- |
| 1    | Belgique        | 12  | 8 | 4 | 4 | 0 | 15 | 5  | +10  |  | Belgique                   |     | 2-1 | 3-0 | 1-0 | 1-1 |
| 2    | Tchécoslovaquie | 12  | 8 | 5 | 2 | 1 | 13 | 3  | +10  |  | Tchécoslovaquie            | 0-0 |     | 2-1 | 3-0 | 4-0 |
| 3    | Portugal        | 10  | 8 | 4 | 2 | 2 | 11 | 8  | +3   |  | Portugal                   | 1-1 | 0-0 |     | 3-1 | 1-0 |
| 4    | Suisse          | 5   | 8 | 2 | 1 | 5 | 10 | 14 | -4   |  | Suisse                     | 2-2 | 0-1 | 1-2 |     | 2-1 |
| 5    | Luxembourg      | 1   | 8 | 0 | 1 | 7 | 3  | 22 | -19  |  | Luxembourg                 | 0-5 | 0-2 | 1-4 | 0-3 |     |

- Sélections qualifiées pour la Coupe du monde 1990

## Les matchs
| Coupe du monde 1990 Éliminatoires - Groupe 7                     | Portugal          | 1 - 1   | Belgique           | Estádio da Luz Lisbonne, Portugal              |                                                |
| 15 février 1989 · 21:30 heure locale · Historique des rencontres | Vítor Paneira 53e | (0 – 0) | Van Der Linden 83e | Spectateurs : 43 501 Arbitrage : Gérard Biguet | Spectateurs : 43 501 Arbitrage : Gérard Biguet |
| 15 février 1989 · 21:30 heure locale · Historique des rencontres | Rapport           |         |                    | Spectateurs : 43 501 Arbitrage : Gérard Biguet | Spectateurs : 43 501 Arbitrage : Gérard Biguet |

| Coupe du monde 1990 Éliminatoires - Groupe 7                   | Belgique        | 2 - 1   | Tchécoslovaquie | Stade du Heysel Laeken, Belgique                        |                                                         |
| 29 avril 1989 · 20:00 heure locale · Historique des rencontres | Degryse 30e 77e | (0 – 0) | Luhový 41e      | Spectateurs : 34 612 Arbitrage : Emilio Soriano Aladrén | Spectateurs : 34 612 Arbitrage : Emilio Soriano Aladrén |
| 29 avril 1989 · 20:00 heure locale · Historique des rencontres | Rapport         |         |                 | Spectateurs : 34 612 Arbitrage : Emilio Soriano Aladrén | Spectateurs : 34 612 Arbitrage : Emilio Soriano Aladrén |

| Match amical                                                 | Belgique                  | 1 - 0   | Yougoslavie | Stade du Heysel Laeken, Belgique                   |                                                    |
| 27 mai 1989 · 19:00 heure locale · Historique des rencontres | Van Der Linden 77e (pen.) | (0 – 0) |             | Spectateurs : 2 335 Arbitrage : Serge Muhmenthaler | Spectateurs : 2 335 Arbitrage : Serge Muhmenthaler |
| 27 mai 1989 · 19:00 heure locale · Historique des rencontres | Rapport                   |         |             | Spectateurs : 2 335 Arbitrage : Serge Muhmenthaler | Spectateurs : 2 335 Arbitrage : Serge Muhmenthaler |

| Coupe du monde 1990 Éliminatoires - Groupe 7                   | Luxembourg | 0 - 5   | Belgique                                      | Stade Grimonprez-Jooris Lille, France                |                                                      |
| 1er juin 1989 · 20:30 heure locale · Historique des rencontres |            | (0 – 1) | Van Der Linden 13e 53e 64e 89e · Vervoort 66e | Spectateurs : 9 100 Arbitrage : Borislav Aleksandrov | Spectateurs : 9 100 Arbitrage : Borislav Aleksandrov |
| 1er juin 1989 · 20:30 heure locale · Historique des rencontres | Rapport    |         |                                               | Spectateurs : 9 100 Arbitrage : Borislav Aleksandrov | Spectateurs : 9 100 Arbitrage : Borislav Aleksandrov |

Note : Le Stade Municipal de Luxembourg alors en pleine rénovation, les Lions Rouges ont dû s'exiler à Lille pour recevoir la Belgique.
| Match amical                                                 | Canada  | 0 - 2   | Belgique                    | Terry Fox Stadium (en) Ottawa, Canada            |                                                  |
| 8 juin 1989 · 19:30 heure locale · Historique des rencontres |         | (0 – 0) | Ceulemans 58e · Degryse 87e | Spectateurs : 3 300 Arbitrage : Adriano Brunetti | Spectateurs : 3 300 Arbitrage : Adriano Brunetti |
| 8 juin 1989 · 19:30 heure locale · Historique des rencontres | Rapport |         |                             | Spectateurs : 3 300 Arbitrage : Adriano Brunetti | Spectateurs : 3 300 Arbitrage : Adriano Brunetti |

Note : Première rencontre officielle entre les deux nations.
| Match amical                                                  | Belgique                               | 3 - 0   | Danemark | Olympiastadion Bruges, Belgique                  |                                                  |
| 23 août 1989 · 20:00 heure locale · Historique des rencontres | Degryse 22e · Ceulemans 31e 82e (pen.) | (2 – 0) |          | Spectateurs : 6 933 Arbitrage : Cees Bakker (nl) | Spectateurs : 6 933 Arbitrage : Cees Bakker (nl) |
| 23 août 1989 · 20:00 heure locale · Historique des rencontres | Rapport                                |         |          | Spectateurs : 6 933 Arbitrage : Cees Bakker (nl) | Spectateurs : 6 933 Arbitrage : Cees Bakker (nl) |

| Coupe du monde 1990 Éliminatoires - Groupe 7                      | Belgique                               | 3 - 0   | Portugal | Stade du Heysel Laeken, Belgique                |                                                 |
| 6 septembre 1989 · 20:00 heure locale · Historique des rencontres | Ceulemans 34e · Van Der Linden 59e 69e | (1 – 0) |          | Spectateurs : 26 493 Arbitrage : Alexeï Spirine | Spectateurs : 26 493 Arbitrage : Alexeï Spirine |
| 6 septembre 1989 · 20:00 heure locale · Historique des rencontres | Rapport                                |         |          | Spectateurs : 26 493 Arbitrage : Alexeï Spirine | Spectateurs : 26 493 Arbitrage : Alexeï Spirine |

| Coupe du monde 1990 Éliminatoires - Groupe 7                     | Suisse                    | 2 - 2   | Belgique                       | Stade Saint-Jacques Bâle, Suisse                    |                                                     |
| 11 octobre 1989 · 20:15 heure locale · Historique des rencontres | Knup 51e · Türkyılmaz 60e | (0 – 0) | Degryse 57e · Geiger 72e (csc) | Spectateurs : 5 000 Arbitrage : Lajos Hartmann (hu) | Spectateurs : 5 000 Arbitrage : Lajos Hartmann (hu) |
| 11 octobre 1989 · 20:15 heure locale · Historique des rencontres | Rapport                   |         |                                | Spectateurs : 5 000 Arbitrage : Lajos Hartmann (hu) | Spectateurs : 5 000 Arbitrage : Lajos Hartmann (hu) |

| Coupe du monde 1990 Éliminatoires - Groupe 7                     | Belgique     | 1 - 1   | Luxembourg  | Stade du Heysel Laeken, Belgique                           |                                                            |
| 25 octobre 1989 · 20:00 heure locale · Historique des rencontres | Versavel 84e | (0 – 0) | Hellers 88e | Spectateurs : 10 797 Arbitrage : Guðmundur Haraldsson (hu) | Spectateurs : 10 797 Arbitrage : Guðmundur Haraldsson (hu) |
| 25 octobre 1989 · 20:00 heure locale · Historique des rencontres | Rapport      |         |             | Spectateurs : 10 797 Arbitrage : Guðmundur Haraldsson (hu) | Spectateurs : 10 797 Arbitrage : Guðmundur Haraldsson (hu) |

## Les joueurs
| Joueurs               | Joueurs               | QCM 1990 | QCM 1990 | Amical | QCM 1990 | Amical | Amical | QCM 1990 | QCM 1990 | QCM 1990 |
| --------------------- | --------------------- | -------- | -------- | ------ | -------- | ------ | ------ | -------- | -------- | -------- |
| Gardiens de but       |                       |          |          |        |          |        |        |          |          |          |
| Michel Preud'homme    | KV Malines            | 90       | 90       | 90     | 90       | 90     |        | 90       | 90       | 90       |
| Gilbert Bodart        | Standard de Liège     | r        | r        |        |          |        | 46e    | r        | r        | r        |
| Filip De Wilde        | RSC Anderlechtois     |          |          | r      | r        | r      | 46e    |          |          |          |
| Défenseurs            |                       |          |          |        |          |        |        |          |          |          |
| Eric Gerets           | PSV Eindhoven         | 90       | 90       |        | 90       | 90     |        | 90       | 90       | r        |
| Georges Grün          | RSC Anderlechtois     | 90       | 90       |        |          |        | 90     | 90       |          | 90       |
| Stéphane Demol        | Bologna FC 1909       | 81e 6e   | 90       |        | 90       |        | 62e    | 90       | 90 71e   |          |
| Michel De Wolf        | KV Courtrai           | 90       |          |        |          |        | 90     | 90       | r        |          |
| Philippe Albert       | R Charleroi SC        | r        | 90       | 90     | r        | 90     |        |          |          |          |
| Koen Sanders          | KV Malines            | r        | r        | 90     | 90       | 90     |        |          | r        |          |
| Jean-François De Sart | RFC Liège             | r        |          | 90     | r        | 90     | 62e    |          |          |          |
| Jean-Marie Houben     | RFC Liège             |          |          |        |          | 46e    | 90     |          |          |          |
| Nico Broeckaert       | Royal Antwerp FC      |          |          |        |          |        | 90     | r        | r        | 90       |
| Vital Borkelmans      | Club Bruges KV        |          |          |        |          |        | 80e    |          |          |          |
| Leo Clijsters         | KV Malines            |          |          |        |          |        |        |          | 90       | 90 41e   |
| Rudi Smidts           | Royal Antwerp FC      |          |          |        |          |        |        |          |          | r        |
| Milieux               |                       |          |          |        |          |        |        |          |          |          |
| Marc Emmers           | KV Malines            | 90       | 90       | 90     | 90       | 46e    |        | 90       | 46e      | 74e      |
| Enzo Scifo            | Girondins de Bordeaux | 90       |          | 46e    | 74e      |        |        | r        | 46e      | 90       |
| Franky Van der Elst   | Club Bruges KV        | 90       | 90       | 90     | 74e      | 90     | 90     | 90       | 90       | 90       |
| Bruno Versavel        | KV Malines            | 90       | 90       | 90     | 90       |        |        | 90       | 90       | 90       |
| Franky Vercauteren    | FC Nantes             | r        |          |        |          |        |        |          |          |          |
| Patrick Vervoort      | RSC Anderlechtois     |          | r        | 90     | 90       | 90     |        | r        | 90       |          |
| Danny Boffin          | RFC Liège             |          |          |        |          |        | 80e    |          |          | 74e      |
| Lorenzo Staelens      | KV Courtrai           |          |          |        |          |        | r      |          |          |          |
| Attaquants            |                       |          |          |        |          |        |        |          |          |          |
| Marc Degryse          | Club Bruges KV        | 90       | 90       | 76e    | 90       | 90     | 90     | 90       | 90       | 90       |
| Jan Ceulemans         | Club Bruges KV        | 90       | 90       | 46e    | 90       | 90     | 84e    | 90       | 90       | 90       |
| Daniel Veyt           | RFC Liège             | r        | r        | 76e    |          | r      |        |          |          |          |
| Marc Van Der Linden   | Royal Antwerp FC      | 81e      | 65e      | 46e    | 90       | 90     | 90     | 85e      | 90 81e   |          |
| Luc Nilis             | RSC Anderlechtois     |          | 65e      | 46e    | r        | r      | 84e    | 85e      |          | 74e      |
| Nico Claesen          | Royal Antwerp FC      |          |          |        |          |        |        |          |          | 74e      |

Un « r » indique un joueur qui était parmi les remplaçants mais qui n'est pas monté au jeu.
1. 1 2 3 4 5 6 7  Première sélection officielle pour le joueur.
2. 1 2 3 4  Dernière sélection officielle pour le joueur.
3. ↑  Premier but officiel pour le joueur.

## Aspects socio-économiques

### Couverture médiatique
| Jour de diffusion | Match                      | Compétition    | Diffuseur francophone | Diffuseur néerlandophone |
| ----------------- | -------------------------- | -------------- | --------------------- | ------------------------ |
| 15 février 1989   | Portugal - Belgique        | Coupe du monde | RTBF                  | BRT                      |
| 29 avril 1989     | Belgique - Tchécoslovaquie | Coupe du monde | RTBF                  | BRT                      |
| 27 mai 1989       | Belgique - Yougoslavie     | Amical         | non diffusé           | BRT                      |
| 1er juin 1989     | Luxembourg - Belgique      | Coupe du monde | RTL TVI               | VTM                      |
| 8 juin 1989       | Canada - Belgique          | Amical         | non diffusé           | non diffusé              |
| 23 août 1989      | Belgique - Danemark        | Amical         | non diffusé           | BRT                      |
| 6 septembre 1989  | Belgique - Portugal        | Coupe du monde | RTBF                  | BRT                      |
| 11 octobre 1989   | Suisse - Belgique          | Coupe du monde | RTBF                  | BRT                      |
| 25 octobre 1989   | Belgique - Luxembourg      | Coupe du monde | RTBF                  | BRT                      |

Source : Programme TV dans Gazet van Antwerpen.

## Sources

### Archives
1. ↑  (nl) « Concentra online archief », sur krantenarchief.concentra.be, Mediahuis.